# ایزونیکوتینامید
ایزونیکوتینامید (به انگلیسی: Isonicotinamide) با فرمول شیمیایی C۶H۶N۲O یک ترکیب شیمیایی است. 